# Nymphon puellula
Nymphon puellula är en havsspindelart som beskrevs av Krapp, F. 1973. Nymphon puellula ingår i släktet Nymphon och familjen Nymphonidae. Inga underarter finns listade i Catalogue of Life.